# Xã Smithfield, Quận Bradford, Pennsylvania
Xã Smithfield (tiếng Anh: Smithfield Township) là một xã thuộc quận Bradford, tiểu bang Pennsylvania, Hoa Kỳ. Năm 2010, dân số của xã này là 1.498 người.